# Bernard Mathieu (écrivain)
Pour les articles homonymes, voir Mathieu et Bernard Mathieu (homonymie).
Ne doit pas être confondu avec Bernard Mathieu ou Bernard-Roger Mathieu.
Bernard Mathieu, né le 3 octobre 1943 à Izieux dans le département de la Loire, est un écrivain français de littérature générale qui a aussi publié dans La Noire et la Série noire de Gallimard .

## Biographie
Après une Licence de Droit, il exerce le métier de comédien, puis entreprend, dans les années 1970 de nombreux voyages, notamment une traversée en camion du Sahara, de Dakar à Assouan, au sein de l'expédition La Croisière des Sables, en 1977. La même année, il publie Furoncles, un premier roman.
En 1981, il devient journaliste pigiste et publie dans divers journaux et magazines des articles sur des conflits au Sahara occidental, en Irlande du Nord, au Liban, au Nicaragua, aux Philippines, en Roumanie, au Chili et au Brésil. En parallèle, il poursuit, à un rythme régulier, la publication de romans qui sont la plupart du temps nourris par ses expériences professionnelles, notamment Sahara, été, hiver (1983) et Temps lourds (1989), inspiré par le conflit libanais.
Le récit de Dépeçage en ville (1993), réédité dans la Série noire en 1999, se déroule au Brésil, où un certain Pierre Lagan, accusé de vol et de meurtre, rentre rapidement en France, mais se retrouve contraint de fréquenter dans le milieu louche de l'affairisme à tous crins d'une société de négoce du bois et de matériaux de construction.
Sa trilogie Le Sang du Capricorne a également pour cadre le Brésil de São Paulo où enquête le capitaine Otelo Braga qui, dans le second volet, doit démissionner de son poste afin de poursuivre les meurtriers de Zé Costa, un de ses protégés qui était devenu comme un fils spirituel pour lui. Ces romans, initialement publiés dans la défunte collection La Noire, ont été republiés dans la collection Folio policier.

## Œuvre

### Romans

#### TrilogieLe Sang du Capricorne
- Zé, Gallimard, La Noire, 1997 ; réédition, Gallimard, Folio policier no 345, 2004  (ISBN 2-07-031641-6)
- Otelo, Gallimard, La Noire, 1999 ; réédition, Gallimard, Folio policier no 458, 2007  (ISBN 978-2-07-034492-5)
- Carmelita, Gallimard, La Noire, 2001 ; réédition, Gallimard, Folio policier no 549, 2009  (ISBN 978-2-07-039881-2)

#### Autres romans
- Furoncles, France Adel, 1977
- Sahara, été, hiver, Denoël, 1983
- Cargo, Denoël, 1986  ; réédition, Paris, Losfeld, coll. Arcanes, 2005
- Temps lourds, Julliard, 1989
- Un cachalot sur les bras, suivi de Jusqu'à la mer, Presses de la Renaissance, 1992 ; réédition, Paris, Losfeld, coll. Arcanes, 2001
- Dépeçage en ville, Belfond, 1993 ; réédition, Gallimard, Série noire no 2552, 1999
- Du fond du temps, Gallimard, Série noire, 2009  (ISBN 978-2-07-012481-7)

### Recueil de nouvelles
- Sous un ciel en zigzag (2001)

### Documents
- Mineurs : les derniers seigneurs du charbon Avec le photographe Jacques Grison, Flammarion 2005
- Nez rouges Blouses blanches 20 ans de Rire Médecin Avec le photographe Jacques Grison, Les Impressions Nouvelles 2011

## Sources
- Claude Mesplède (dir.), Dictionnaire des littératures policières, vol. 2 : J - Z, Nantes, Joseph K, coll. « Temps noir », 2007, 1086 p. (ISBN 978-2-910-68645-1, OCLC 315873361), p. 333-334.